# Wabern bei Bern
Pour les articles homonymes, voir Wabern.
Wabern, ou Wabern bei Bern, est un village de la commune de Köniz dans le canton suisse de Berne. Situé à environ 3 kilomètres du centre de la ville de Berne, il peut être considéré comme appartenant à la banlieue de cette ville.
Wabern est desservie par la station Wabern bei Bern, sur la ligne S3 du S-Bahn bernois et par la ligne 9 du tramway bernois. C'est aussi la porte d'entrée du Gurten, la montagne la plus proche de Berne, à laquelle elle est reliée par le funiculaire du Gurten,,.